# Tramlijn 61 (NMVB)/Antwerpen
Tramlijn 61 was een tramlijn die Antwerpen via Merksem met Schoten verbond.

## Geschiedenis
In 1879 opende de paardentram Paardenmarkt-Ouden Bareel. Op 15 juli 1887 namen de buurtspoorwegen de lijn over en niet veel later werd de lijn versmald naar kaapspoor. In 1889 arriveerde de eerste stoomtram in Schoten en in 1908 de eerste elektrische tram. Na de Eerste Wereldoorlog werd de lijn wederom versmald, deze keer tot meterspoor, en werd de exploitatie overgenomen door de NMVB. Van 1929 tot 1936 reed de tram naar Schoten als lijn S. Tijdens de Tweede Wereldoorlog kwam er een kleine uitbreiding tot Koningshof, op de grens met 's-Gravenwezel. In 1965 verdween lijn 61 en alleen 61 doorstreept bleef rijden tot Lindelei. Drie jaar later op 25 mei werd deze ook afgeschaft en het was daarmee de laatste elektrische buurtspoorweglijn in de provincie Antwerpen.

## Lijnaanduiding

Lijnfilm voor de verkorte ritten tot Lindenlei, in gebruik op de strandaardtrams na 1947

Bij de aanvang van de elektrische tractie werd een rond wit koersbord met zwarte letters "SCHOOTENHOF" gebruikt. Voor ingekorte ritten waren rode bordjes met witte letters "SCHOOTEN-MARKT" en "SCHOOTEN-VAART" voorzien. Vanaf 1 januari 1929 reed de lijn naar Schoten onder de letter S. Tegelijkertijd werd een geel koersbord met zwarte letters ingevoerd. Op 19 april 1936 verdween lijn S en kwam lijn 61 ervoor in de plaats. Trams die maar tot de Lindenlei reden werden doorstreept. 
Vanaf 1937 verschenen de Odessa-trams op lijn 61 en hiervoor werden witte kleurfilms gebruikt met zwarte letters. De latere trams type standaard en S gebruikten gele lijnfilms met zwarte letters.

### Internet
- https://www.branchline.uk/jfpdf/belgiumvicinalrlys1.pdf

### Boeken
- KEUTGENS, E., Een eeuw mobiel met tram en bus, uitgeverij N.V. De Vlijt Antwerpen, 1986.
- BASTAENS, R., De Buurtspoorwegen In De Provincie Antwerpen, uitgegeven door VZW De Poldertram, 2009.